# Lindsaea harveyi
Lindsaea harveyi är en ormbunkeart som beskrevs av Carr. Lindsaea harveyi ingår i släktet Lindsaea och familjen Lindsaeaceae. Inga underarter finns listade.